# WWE 2K20
WWE 2K20 est un jeu vidéo édité par 2K Sports. Il est sorti le 22 octobre 2019 (édition classique), mondialement sur PlayStation 4 et Xbox One. Il s'agit de la vingt et unième édition basée sur la promotion  de catch World Wresling Entertainment, et du septième opus de la série WWE 2K. Il est précédé par WWE 2K19.

## Développement
WWE 2K20 est le premier jeu de la série à être entièrement développé par Visual Concepts, les autres jeux de la licence étaient développés en coopération avec Yuke's.

Le 5 Août 2019, 2K annonce le jeu via un trailer annonçant que Becky Lynch et Roman Reigns seront les deux superstars présentes sur la jaquette du jeu, faisant du jeu le premier de la licence WWE 2K proposant une jaquette avec une catcheuse, et le premier depuis WWE All Stars, sorti en 2011, à proposer une jaquette comportant plus d'un catcheur.

L'édition collector du jeu avait pour thème le vingtième anniversaire de la franchise WWE SmackDown et contenait une carte signée par soit Kurt Angle, Edge ou Rey Mysterio ainsi qu'une plaque comportant un morceau du tapis de ring de la période 2002-2008 de la franchise SmackDown.

### Extensions
Quatre extensions sont sorties après la sortie du jeu en tant que contenu téléchargeable additionnel sous le nom "WWE Originals", qui comportaient des stages de jeu, des accessoires ou des skins de personnages ou encore des épisodes pour le mode Showcase. Toutes les extensions hormis celle baptisée "Bump in the Night" étaient disponibles via un season pass, ce même season pass étant directement inclus dans les versions deluxe et collector du jeu.

La première extension, baptisée "Bump in the Night" qui était incluse en tant que bonus de précommande, comportait un thème horrifique centré autour de l'alter-ego "The Fiend" de Bray Wyatt, la seconde, baptisée "Wasteland Wanderers" proposait une dystopie centrée autour de Seth Rollins, la troisième était centrée autour de la série Southpaw Regional Wrestling, à savoir une parodie de publicités locales de catch des années 1980, et enfin, la dernière, baptisée "Empire of Tomorrow", proposait un thème futuriste centré autour de catcheuses.

## Accueil

### Réception
Suivant le départ du studio Yuke's de la série, WWE 2K20 a reçu de mauvaises critiques sur l'ensemble des plateformes, selon Metacritic,,. Les critiques étaient adressées à la fois envers le gameplay, les graphismes, les contrôles, ainsi qu'envers les nombreux bugs et glitchs du jeu. Le jeu a été la cible de très nombreuses critiques sur les réseaux sociaux, avec le Hashtag #FixWWE2K20. De nombreux joueurs ayant acheté l'édition collector du jeu révélèrent que les cartes n'étaient pas signées, nécessitant une campagne de retour. WWE 2K20 fut également pratiquement injouable autour de 2020 à la suite d'un bug informatique, empêchant de très nombreux joueurs de lancer le jeu. Il fut également désigné comme l'un des pires jeux sortis en 2019 par des sites ou journaux comme IGN, Metacritic, Mint ou encore Playstation Universe.